# Burin Peninsula Regional Service Board
Het Burin Peninsula Regional Service Board is een regional service board (RSB) in Newfoundland en Labrador, de oostelijkste provincie van Canada. De op een intercommunale gelijkende publieke organisatie staat in voor alle aspecten van het afvalbeheer op het Newfoundlandse schiereiland Burin en omgeving.

## Geschiedenis
Op 9 juli 2013 richtte het provinciebestuur van Newfoundland en Labrador het Burin Peninsula Regional Service Board op. Dit gebeurde op basis van de "Regional Service Boards Act, 2012", de toen recent in werking getreden hernieuwde versie van de oorspronkelijke "Regional Service Board Act" (1990) die in voege trad in 2004.
Op 31 december 2019 publiceerde het Department of Municipal Affairs and Environment een rapport met betrekking tot de provinciale afvalbeheersstrategie. Daarin werd geadviseerd om over te gaan tot een fusie van het Burin Peninsula RSB, Discovery RSB en Eastern RSB tot een enkele entiteit bevoegd over heel Oost-Newfoundland. Anno 2024 zijn er echter nog geen concrete stappen in die richting gezet.

## Taken
Het RSB heeft binnen de Burin Peninsula Region, namelijk alle plaatsen op het schiereiland Burin en langs provinciale route 211, de bevoegdheid om een afvalbeheerssysteem uit te bouwen, uit te baten en te onderhouden. De organisatie bedient in dat gebied zo'n 20.000 inwoners inclusief alle lokale bedrijven. Ze zorgen voor de geregelde ophaal van huisvuil en ander afval bij hen, waarna het indien mogelijk gerecycleerd wordt of anders gestort wordt in de door het RSB uitgebate vuilnisbelt te Jean de Baie. Inwoners van het gebied kunnen recycleerbare goederen (zoals groenafval, elektronica en verf) ook zelf naar het recyclagepark van het Burin Peninsula Regional Service Board brengen.

## Werkingsgebied
In de onderstaande lijst staan alle plaatsen vermeld die vallen onder de bevoegdheid van het Burin Peninsula Regional Service Board. Plaatsen die geen town of local service district zijn – die dus met andere woorden geen lokaal bestuur hebben – staan schuingedrukt.
- Baine Harbour
- Bay L'Argent
- Beau Bois
- Boat Harbour West
- Brookside
- Burin
- English Harbour East
- Epworth-Great Salmonier
- Fortune
- Fox Cove-Mortier
- Frenchman's Cove
- Garnish
- Grand Bank
- Grand Beach
- Grand le Pierre
- Harbour Mille-Little Harbour East
- Jean de Baie
- Lamaline
- Lawn
- Lewin's Cove
- Little Bay East
- Little St. Lawrence
- Lord's Cove
- Marystown
- Monkstown
- Parker's Cove
- Petite Forte
- Point au Gaul
- Point May
- Red Harbour
- Rock Harbour
- Rushoon
- Southeast Bight
- Spanish Room
- St. Bernard's-Jacques Fontaine
- St. Lawrence
- Terrenceville
- Tides Brook
- Winterland